# Chaonan

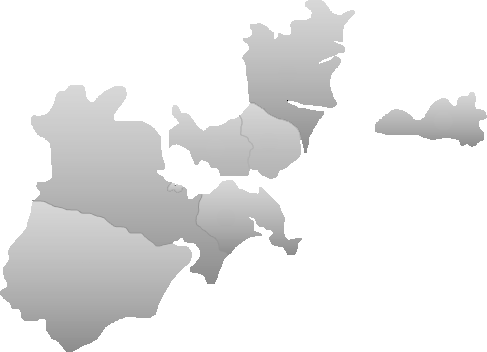
Lage des Stadtbezirks Chaonan im Gebiet der bezirksfreien Stadt Shantou

Chaonan (chinesisch 潮南区, Pinyin Cháonán Qū) ist ein chinesischer Stadtbezirk der bezirksfreien Stadt Shantou (Swatow) in der Provinz Guangdong. Der Stadtbezirk hat eine Fläche von 596,42 km² und zählt 1.231.638 Einwohner (Stand: Zensus 2020).

## Administrative Gliederung
Auf Gemeindeebene setzt sich der Stadtbezirk aus einem Straßenviertel und zehn Großgemeinden zusammen. 